# Garnidelia
Garnidelia (ガルニデリア), stylisé en GARNiDELiA, est un duo de J-pop formé en 2010, et sous le label SACRA MUSIC. Le groupe est composé de la vocaliste Mai Mizuhashi, également connue sous son nom de scène MARiA, et le producteur de musique Yoshinori Abe, connu sous le pseudonyme de toku.
Le nom du groupe provient de la contraction de la phrase « Le Palais Garnier de Maria » et de « Cordélia », un astéroïde découvert en 1978, l'année de la naissance de toku,.

## Histoire du groupe
Le duo a collaboré pour la première fois avec la chanson Color, qui a été utilisé comme l'opening de l'anime Freezing, sorti en 2010 ; c'est une reprise d'une chanson qui était à l'origine chantée par la Vocaloid Hatsune Miku publié en 2009.
En 2014, GARNiDELiA fait ses véritables débuts professionnels sous le grand label Defstar Records avec le single ambiguous, sorti le 5 mars 2014, dont la piste titre est utilisée comme le second opening de l'anime Kill la Kill de 2013. Plus tard dans l'année, MARiA a collaboré avec le producteur Vocaloid Jin pour interprété la chanson daze, qui est utilisé comme l'opening de l'anime Mekaku City Actors de 2014. Leur deuxième single grilleto, sorti le 30 juillet 2014, a été utilisé comme le second opening de la série télévisée d'animation The Irregular at Magic High School. Leur troisième single BLAZING, sorti le 29 octobre 2014, est utilisé comme le premier opening de Gundam Reconguista in G. Leur premier album Linkage Ring (en) a été publié en fin janvier 2015.
Le quatrième single de GARNiDELiA MIRAI, sorti le 13 mai 2015, a été utilisé comme l'ending de la série d'animation Gunslinger Stratos: The Animation. Leur album indépendant BiRTHiA (ja) a été publié le 26 août 2015, il contient des chansons refaites qui ont été réalisées avant leur premier single, tels que Aria, Spica et Orion. Leur troisième single numérique Burning Soul a été publié le 13 avril 2016. Il a été utilisé pour le thème du MMORPG Soul Worker. Leur cinquième single Yakusoku -Promise code- (約束 -Promise code-, litt. « Promesse -Code de promesse- »), était disponible en téléchargement digital 10 jours avant sa sortie le 17 août 2016 ; et a été utilisé comme le deuxième ending de la série anime Qualidea Code. GARNiDELiA a collaboré avec ClariS pour interpréter la chanson Clever publiée le 14 septembre 2016 ; la chanson est utilisée comme le troisième ending de Qualidea Code. Leur deuxième album Violet Cry (ja) est sorti le 14 décembre 2016. De nombreux artistes qui faisaient partie de différents labels sous Sony Music Entertainment Japan, GARNiDELiA y compris, ont changé de label et ont signé chez SACRA MUSIC en avril 2017. Leur sixième single Speed Star est publié le 14 juin 2017; la chanson est utilisée comme l'ending du film The Irregular at Magic High School The Movie: Hoshi o Yobu Shōjo. Le septième single Désir est publié le 23 août 2017, dont la chanson titre est utilisée comme l'ending de l'anime Fate/Apocrypha. Leur huitième single Aikotoba (アイコトバ) est sorti le 1er novembre 2017 ; il est utilisé comme opening de l'anime Animegataris.
Le 31 janvier 2018 sort leur neuvième single Error qui est utilisé comme opening de la série d'animation Beatless. Leur troisième album G.R.N.D. (ja) est sorti le 28 mars 2018.
Fin août 2019, le duo a quitté SACRA MUSIC à la suite de l'expiration de leur contrat avec le label,.

## Membres
- MARiA, de son vrai nom Mai Mizuhashi (水橋 舞, Mizuhashi Mai?), née le 31 janvier 1992, est la chanteuse.
- toku, de son vrai nom Yoshinori Abe (阿部 尚徳, Abe Yoshinori?), né le 5 mars 1978, est le compositeur-producteur.

## Discographie

### Albums

#### Albums studios
| Année | Titre             | Détails de l'album | Meilleures positions de l'Oricon |
| ----- | ----------------- | --- | -------------------------------- |
| 2015  | Linkage Ring (en) | - Date de sortie : 21 janvier 2015 - Labels : DefSTAR RECORDS (DFCL-2114) - Formats : CD, CD+DVD, CD+BD, téléchargement numérique                | 11                               |
| 2016  | Violet Cry (ja)   | - Date de sortie : 14 décembre 2016 - Labels : SME Records (SECL-2091) - Formats : CD, CD+DVD, CD+BD, téléchargement numérique                   | 21                               |
| 2018  | G.R.N.D. (ja)     | - Date de sortie : 28 mars 2018 - Labels : SACRA MUSIC (VVCL-1197, VVCL-1199, VVCL-1201) - Formats : CD, CD+DVD, CD+BD, téléchargement numérique | [ 21 ]                           |

#### Compilations
| Année | Titre                   | Détails de l'album | Meilleures positions de l'Oricon |
| ----- | ----------------------- | --- | -------------------------------- |
| 2015  | BiRTHiA (ja)            | - Date de sortie : 26 août 2015 - Labels : SME Records (SECL-1752/3, SECL-1754) - Formats : CD, CD+DVD, téléchargement numérique                        | 27                               |
| 2015  | Kyouki Ranbu (響喜乱舞) | - Date de sortie : 26 septembre 2018 - Labels : SACRA MUSIC (VVCL-1296/7, VVCL-1298) - Formats : CD, CD+DVD, téléchargement numérique                   | 14                               |
| 2015  | GARNiDELiA BEST         | - Date de sortie : 4 décembre 2019 - Labels : SACRA MUSIC (VVCL-1568/9, VVCL-1570/1, VVCL-1572) - Formats : CD, CD+DVD, CD+BD, téléchargement numérique | [ 24 ]                           |

#### Mini-albums (EPs)
| Année | Titre                 | Détails de l'album                                                                                             |
| ----- | --------------------- | --- |
| 2010  | ONE                   | - Date de sortie : 31 décembre 2010 - Labels : SME (SECL-1856, SECL-1857) - Formats : téléchargement numérique |
| 2012  | PLUSLIGHTS -21248931- | - Date de sortie : 11 août 2012 - Labels : SME (SECL-1856, SECL-1857) - Formats : téléchargement numérique     |

### Singles
| 2011                                                    | PRAYER - Date de sortie : 1er mai 2011                                                                               | —  |                   |
| 2014                                                    | ambiguous - Date de sortie : 5 mars 2014                                                                             | 15 | Linkage Ring (en) |
| 2014                                                    | grilletto - Date de sortie : 30 juillet 2014                                                                         | 17 | Linkage Ring (en) |
| 2014                                                    | BLAZING - Date de sortie : 29 octobre 2014                                                                           | 14 | Linkage Ring (en) |
| 2015                                                    | MIRAI - Date de sortie : 13 mai 2015                                                                                 | 29 | Violet Cry (ja)   |
| 2016                                                    | Yakusoku -Promise code- (約束 -Promise code-, litt. « Promesse -Code de promesse- ») - Date de sortie : 17 août 2016 | 20 | Violet Cry (ja)   |
| 2017                                                    | Speed Star - Date de sortie : 14 juin 2017                                                                           | 11 | G.R.N.D. (ja)     |
| 2017                                                    | Désir - Date de sortie : 23 août 2017                                                                                | 14 | G.R.N.D. (ja)     |
| 2017                                                    | Aikotoba (アイコトバ) - Date de sortie : 1er novembre 2017                                                           | 21 | G.R.N.D. (ja)     |
| 2018                                                    | Error - Date de sortie : 31 janvier 2018                                                                             | 22 | G.R.N.D. (ja)     |
| 2019                                                    | REBEL FLAG - Date de sortie : 13 mars 2019                                                                           | 21 | GARNiDELiA BEST   |
| "—" désigne les morceaux qui ne pouvaient être classés. | |    |                   |

#### Collaborations
| Année | Titre                                                     | Meilleures positions de l'Oricon | Album        | Note                                                             |
| ----- | --------------------------------------------------------- | -------------------------------- | ------------ | ---------------------------------------------------------------- |
| 2017  | Clever (avec ClariS) - Date de sortie : 14 septembre 2016 | 21                               | Fairy Castle | La chanson est ajoutée dans le quatrième album studio de ClariS. |

#### Singles numériques
| Année | Titre                                                                                          | Album             |
| ----- | ---------------------------------------------------------------------------------------------- | ----------------- |
| 2013  | Break down - Date de sortie : 2 décembre 2013                                                  | BiRTHiA (ja)      |
| 2014  | True High - Date de sortie : 15 janvier 2014                                                   | Linkage Ring (en) |
| 2016  | Burning Soul - Date de sortie : 13 avril 2016                                                  | Violet Cry (ja)   |
| 2016  | Gokurakujōdo (極楽浄土, litt. « Paradis de la Terre Pure ») - Date de sortie : 27 juillet 2016 | Violet Cry (ja)   |
| 2017  | Tōgen Renka (桃源恋歌, litt. « Chanson d'amour de Taoyuan ») - Date de sortie : 15 mai 2017    | G.R.N.D.          |
| 2018  | Kureha Itoshiuta (紅葉愛唄) - Date de sortie : 5 février 2018                                  | G.R.N.D.          |
| 2018  | avra K'Davarah (アブラカダブラ, Aburakadabura) - Date de sortie : 23 juillet 2018              | GARNiDELiA BEST   |

### Chansons Tie-up
| Titre                                         | Œuvre |
| --------------------------------------------- | --- |
| Break down                                    | La chanson thème utilisée pour le jeu mobile CROSS×BEATS                                                  |
| ambiguous                                     | Le second opening de la série télévisée anime Kill la Kill                                                |
| grilletto                                     | Le second opening de la série télévisée anime The Irregular at Magic High School                          |
| BLAZING                                       | Le premier opening de Gundam Reconguista in G                                                             |
| MIRAI                                         | L'ending de Gunslinger Stratos                                                                            |
| ARiA                                          | Chanson utilisé pour la publicité du Lis Ani!                                                             |
| Burning Soul                                  | Chanson thème du MMORPG Soul Worker                                                                       |
| Yakusoku -Promise code- (約束 -Promise code-) | Le second ending de Qualidea Code                                                                         |
| SPEED STAR                                    | Chanson thème pour le film d'animation d'The Irregular at Magic High School The Movie: Hoshi o Yobu Shōjo |
| Désir                                         | Le premier ending de Fate/Apocrypha                                                                       |
| Hysteric Bullet                               | Chanson thème pour la série d'ONA Gungirl                                                                 |
| Aikotoba                                      | L'opening d'Animegataris                                                                                  |
| Error                                         | Opening de la série d'animation Beatless                                                                  |
| Rebel Flag                                    | Ending de la série d'animation Magical Girl Spec-Ops Asuka                                                |